# 아이카와정
아이카와정(일본어: 愛川町 아이카와마치[*])은 일본 가나가와현 아이코군의 정이다.

## 지리
아이카와는 가나가와현의 북부에 위치하고 사가미하라시와 아쓰기시의 베드타운이다.
사가미강의 지류인 나카쓰강이 통과해 흐른다. 정의 서부는 단자와 산지의 일부이다. 미야가세댐은 주요 수력 발전지로 나카쓰강에 위치한다. 아이카와에서 가장 높은 산은 다카토리산이다.

## 역사
센고쿠 시대에 다케다 신겐과 고호조씨간의 미마세토게 전투가 현재의 아이카와정에서 벌어졌다. 아이카와촌은 1889년 4월 1일에 성립되었다. 1940년 4월 1일에 아이카와정으로 승격되었다. 1955년 1월 15일에 이웃한 다카미네촌을 병합하였고 1956년 9월 30일에는 나카쓰촌을 편입하였다.

## 인구
| 연도 | 인구   | ±%     |
| ---- | ------ | ------ |
| 1920 | 10,238 | —      |
| 1930 | 11,031 | +7.7%  |
| 1940 | 12,908 | +17.0% |
| 1950 | 14,767 | +14.4% |
| 1960 | 13,721 | −7.1%  |
| 1970 | 18,436 | +34.4% |
| 1980 | 29,873 | +62.0% |
| 1990 | 40,424 | +35.3% |
| 2000 | 42,760 | +5.8%  |
| 2010 | 42,901 | +0.3%  |
| 2020 | 39,869 | −7.1%  |

## 교통

### 철도
현재 철도는 연결되어 있지 않다.

### 도로
- 국도 412호선